# Rafael Quirico
Rafael Octavio Quirico Dottin (nacido el 7 de diciembre de 1969 en Santo Domingo) es un ex lanzador dominicano que jugó en las Grandes Ligas de Béisbol. Quirico apareció en un juego de los Filis de Filadelfia en 1996. Fue llamado desde las ligas menores para hacer una  salida contra los Rojos de Cincinnati el 25 de junio, pero solo duró un inning y dos tercios, permitiendo siete carreras en cuatro hits, dándole base por bolas a cinco bateadores y ponchando a uno solo. Fue devuelto a las ligas menores, donde lanzó una temporada más antes de terminar su carrera.